# Nicolas Pépé
Nicolas Pépé (sinh ngày 29 tháng 5 năm 1995) là một cầu thủ bóng đá chuyên nghiệp người Bờ Biển Ngà hiện đang thi đấu ở vị trí tiền đạo cánh cho câu lạc bộ La Liga Villarreal và đội tuyển bóng đá quốc gia Bờ Biển Ngà.

## Sự nghiệp câu lạc bộ

### Poitiers FC
Pépé sinh ra ở Mantes-la-Jolie, Pháp. Anh bắt đầu sự nghiệp của mình ở vị trí thủ môn cho đội bóng địa phương Solitaire Paris Est cho đến khi anh 14 tuổi. Anh gia nhập Poitiers FC sau khi cha anh là một cai ngục chuyển đến Poitiers.

### Angers
Anh ký hợp đồng với Angers SCO vào năm 2013
Anh có trận ra mắt chuyên nghiệp ở vòng hai Coupe de la Ligue trong trận thua 2-1 trên sân nhà trước Arles-Avignon vào ngày 26 tháng 8 năm 2014,khi vào thay Yohann Eudeline ở phút 73.Vào ngày 21 tháng 11 năm 2014,anh có trận đấu đầu tiên tại Ligue 2 trong trận hòa 1-1 trước Ajaccio.Mùa giải 2015-2016 Pépé được cho mượn tại Orléans đội bóng đang chơi tại Championnat National và giúp đội thăng hạng lên Ligue 2.Anh trở lại khoác áo Angers chơi ở Ligue 1 và lọt vào Chung kết Coupe de France 2017,nơi đội bóng của anh thất bại với tỷ số 1-0 trước Paris Saint-Germain

### Lille
Vào ngày 21 tháng 6 năm 2017, Pépé đã ký vào bản hợp đồng có thời hạn 5 năm với Lille , với mức phí chuyển nhượng là 10 triệu euro
Trong suốt mùa giải Ligue 1 2017–18 ,anh ra sân 36 trận và ghi 13 bàn
Anh kết thúc mùa giải 2018–19 Ligue 1 với 22 bàn thắng và 11 pha kiến tạo,chỉ đứng sau Kylian Mbappé của PSG, và được xướng tên trong Đội UNFP của năm

### Arsenal
Vào ngày 1 tháng 8 năm 2019,Arsenal chính thức chiêu mộ thành công Nicolas Pepe từ Lille với mức giá 72 triệu bảng.Biến anh trở thành bản hợp đồng chuyển nhượng kỷ lục trong lịch sử đội bóng.Pépé có trận ra mắt Arsenal trong chiến thắng 1–0 trước Newcastle United vào ngày 11 tháng 8, khi vào sân thay Reiss Nelson ở phút 71.  Anh ghi bàn thắng đầu tiên cho Arsenal từ chấm phạt đền trong chiến thắng 3–2 trước Aston Villa vào ngày 22 tháng 9.Vào ngày 1 tháng 8 năm 2020, anh chơi cả 90 phút trong trận Chung kết FA Cup với Chelsea để giành chiếc cúp với tư cách là cầu thủ Arsenal
Vào ngày 22 tháng 11 năm 2020, Pépé nhận thẻ đỏ đầu tiên trong sự nghiệp trong trận hòa 0–0 trên sân khách trước Leeds United sau khi va chạm với Ezgjan Alioski ở phút 51
Vào ngày 24 tháng 2 năm 2022,anh có pha lập công đầu tiên trong mùa giải 2021/2022 trong chiến thắng 2-1 trước Wolverhampton.

### OGC Nice
Vào ngày 25 tháng 8 năm 2022, Pépé gia nhập câu lạc bộ Nice của Ligue 1 dưới dạng cho mượn đến hết mùa giải 2022-2023.

### Villareal
Vào ngày 4 tháng 8 năm 2024, Pépé gia nhập câu lạc bộ Villarreal của La Liga theo hình thức chuyển nhượng tự do.

## Sự nghiệp quốc tế
Pépé sinh ra tại Pháp trong gia đình có nguồn gốc Bờ Biển Ngà. Anh được triệu tập vào đội tuyển Bờ Biển Ngà tháng 11 năm 2016, trong trận đấu trên sân của Maroc tại in vòng loại Giải vô địch bóng đá thế giới 2018 vào ngày 12 tháng 11. Trận này anh ngồi trên ghế dự bị và không được vào sân Ba ngày sau, anh ra sân lần đầu cho đội tuyển trong trận giao hữu với Pháp trên sân vận động Bollaert-Delelis tại Lens, vào sân thay người 4 phút cuối trận thay cho Max-Alain Gradel.
Pépé được huấn luyện viên Michel Dussuyer gọi vào đội hình 23 cầu thủ tham dự cúp bóng đá châu Phi 2017 tại Gabon, nhưng không được thi đấu trận nào khi những chú voi (biệt danh của đội tuyển Bờ Biển Ngà) bị loại từ vòng bảng vì chỉ xếp thứ 3.
Ngày 24 tháng 3 năm 2018, trong trận giao hữu với Togo tại Pháp, Pépé ghi bàn đầu tiên cho đội tuyển trong trận hòa 2–2. Anh ghi bàn thứ 2 cho đội tuyển 3 ngày sau trong trận thắng 2–1 trước Moldova cũng tại sân này.

## Phong cách thi đấu
Pépé được biết đến là một cầu thủ chạy cánh nhanh nhẹn và kỹ thuật, thi đấu tốt ở cả hai cánh, nhưng thường chơi ở cánh phải, chạy cắt mặt vào trong và dứt điểm bằng chân trái. Anh cũng từng được cựu huấn luyện viên Marcelo Bielsa của Lille OSC sử dụng như một tiền đạo.

## Thống kê sự nghiệp

### Câu lạc bộ
Tính đến ngày 21 tháng 3 năm 2021.
| Câu lạc bộ          | Mùa giải            | Vô địch quốc gia     | Vô địch quốc gia | Vô địch quốc gia | Cúp quốc gia | Cúp quốc gia | Cúp liên đoàn | Cúp liên đoàn | Cúp châu lục | Cúp châu lục | Khác    | Khác   | Tổng cộng | Tổng cộng |
| Câu lạc bộ          | Mùa giải            | Hạng đấu             | Số trận          | Số bàn           | Số trận      | Số bàn       | Số trận       | Số bàn        | Số trận      | Số bàn       | Số trận | Số bàn | Số trận   | Số bàn    |
| ------------------- | ------------------- | -------------------- | ---------------- | ---------------- | ------------ | ------------ | ------------- | ------------- | ------------ | ------------ | ------- | ------ | --------- | --------- |
| Angers              | 2014–15             | Ligue 2              | 7                | 0                | —            | —            | 1             | 0             | —            | —            | —       | —      | 8         | 0         |
| Angers              | 2016–17             | Ligue 1              | 33               | 3                | 5            | 0            | 1             | 0             | —            | —            | —       | —      | 39        | 3         |
| Angers              | Tổng cộng           | Tổng cộng            | 40               | 3                | 5            | 0            | 2             | 0             | —            | —            | —       | —      | 47        | 3         |
| Orléans (mượn)      | 2015–16             | Championnat National | 29               | 7                | 2            | 1            | 1             | 0             | —            | —            | —       | —      | 32        | 8         |
| Lille               | 2017–18             | Ligue 1              | 36               | 13               | 2            | 1            | —             | —             | —            | —            | —       | —      | 38        | 14        |
| Lille               | 2018–19             | Ligue 1              | 38               | 22               | 2            | 1            | 1             | 0             | —            | —            | —       | —      | 41        | 23        |
| Lille               | Tổng cộng           | Tổng cộng            | 74               | 35               | 4            | 2            | 1             | 0             | —            | —            | —       | —      | 79        | 37        |
| Arsenal             | 2019–20             | Premier League       | 31               | 5                | 5            | 1            | 0             | 0             | 6            | 2            | —       | —      | 42        | 8         |
| Arsenal             | 2020–21             | Premier League       | 21               | 5                | 2            | 0            | 3             | 0             | 9            | 3            | 0       | 0      | 35        | 8         |
| Arsenal             | Tổng cộng           | Tổng cộng            | 52               | 10               | 7            | 1            | 3             | 0             | 15           | 5            | 0       | 0      | 77        | 16        |
| Tổng cộng sự nghiệp | Tổng cộng sự nghiệp | Tổng cộng sự nghiệp  | 194              | 55               | 19           | 4            | 7             | 0             | 15           | 5            | 0       | 0      | 235       | 64        |

### Quốc tế
Tính đến 11 tháng 2 năm 2024
| Đội tuyển quốc gia | Năm       | Số trận | Số bàn |
| ------------------ | --------- | ------- | ------ |
| Bờ Biển Ngà        | 2016      | 1       | 0      |
| Bờ Biển Ngà        | 2017      | 5       | 0      |
| Bờ Biển Ngà        | 2018      | 4       | 3      |
| Bờ Biển Ngà        | 2019      | 9       | 2      |
| Bờ Biển Ngà        | 2020      | 6       | 0      |
| Bờ Biển Ngà        | 2021      | 4       | 1      |
| Bờ Biển Ngà        | 2022      | 4       | 4      |
| Bờ Biển Ngà        | 2023      | 5       | 0      |
| Bờ Biển Ngà        | 2024      | 6       | 0      |
| Bờ Biển Ngà        | Tổng cộng | 43      | 10     |

### Bàn thắng quốc tế
Tỷ số của Bờ Biển Ngà viết trước.
| STT | Ngày                 | Sân                                                       | Đối thủ      | Bàn thắng | Kết quả | Khuôn khổ                |
| --- | -------------------- | --------------------------------------------------------- | ------------ | --------- | ------- | ------------------------ |
| 1.  | 24 tháng 3 năm 2018  | Sân vận động Pierre Brisson, Beauvais, Pháp               | Togo         | 1–0       | 2–2     | Giao hữu                 |
| 2.  | 24 tháng 3 năm 2018  | Sân vận động Pierre Brisson, Beauvais, Pháp               | Togo         | 2–0       | 2–2     | Giao hữu                 |
| 3.  | 27 tháng 3 năm 2018  | Sân vận động Pierre Brisson, Beauvais, Pháp               | Moldova      | 2–0       | 2–1     | Giao hữu                 |
| 4.  | 23 tháng 3 năm 2019  | Sân vận động Félix Houphouët-Boigny, Abidjan, Bờ Biển Ngà | Rwanda       | 1–0       | 3–0     | Vòng loại CAN 2019       |
| 5.  | 13 tháng 10 năm 2019 | Sân vận động Licorne, Amiens, Pháp                        | CHDC Congo   | 2–0       | 3–1     | Giao hữu                 |
| 6.  | 11 tháng 10 năm 2021 | Sân vận động Hữu nghị, Cotonou, Bénin                     | Malawi       | 1–0       | 2–1     | Vòng loại World Cup 2022 |
| 7   | 16 tháng 1 năm 2022  | Sân vận động Japoma, Douala, Cameroon                     | Sierra Leone | 2–1       | 2–2     | CAN 2021                 |
| 8   | 20 tháng 1 năm 2022  | Sân vận động Japoma, Douala, Cameroon                     | Algérie      | 3–0       | 3–1     | CAN 2021                 |
| 9   | 25 tháng 3 năm 2022  | Sân vận động Vélodrome, Marseille, Pháp                   | Pháp         | 1–0       | 1–2     | Giao hữu                 |
| 10  | 16 tháng 11 năm 2022 | Sân vận động Marrakech, Marrakesh, Maroc                  | Burundi      | 4–0       | 4–0     | Giao hữu                 |

## Danh hiệu
Arsenal
- FA Cup: 2019–20

Bờ Biển Ngà
- Africa Cup of Nations: 2023

Cá nhân
- UNFP Ligue 1 Đội hình tiêu biểu mùa giải: 2018–19[14]
- Prix Marc-Vivien Foé: 2019[15]